# Marathi (taal)
Marathi is een taal, die in de Indiase deelstaat Maharashtra wordt gesproken, maar ook in de daaraan grenzende deelstaten Gujarat, Madhya Pradesh, Goa, Karnataka en Andhra Pradesh.
Ongeveer 70 miljoen mensen hebben het Marathi als moedertaal, 20 miljoen spreken het als tweede taal. De taal behoort tot de zuidelijke groep van de Indo-Arische talen.
De Bene Israël, een Joodse gemeenschap in India, spreekt een eigen dialect. Het Judeo-Marathi is sterk beïnvloed door het Hebreeuws en Aramees.

## Media
- Tarun Bharat Daily is een Marathi-dagblad, dat is gevestigd in Belagavi.